# Шиманський Іван Євгенович
Шиманський Іван Євгенович (20 січня 1896 — 7 березня 1982) — педагог, математик, методист математики, професор Київського державного педагогічного університету ім. О. М. Горького. Батько фізика — Шиманського Юрія Івановича (10 липня 1928 — 2 березня 1998).

## Біографія
Народився 20 січня 1896 року в с. Кирдани Васильківського повіту Київської губернії, Російська імперія. Тепер — с. Кирдани Таращанського району Київської області.
Закінчив духовну семінарію, працював сільським учителем. 1915 року вступив на фізико-математичний факультет Київського університету Святого Володимира, але наступного року був призваний в армію. 1922 року завершив навчання в університеті.
У 1922—1928 рр. — викладач математики, завідувач кафедри математики Київського гідромеліоративного інституту.
У 1928—1938 рр. — доцент, завідувач кафедри вищої математики, заступник директора з навчальної і наукової роботи Київського сільськогосподарського інституту.
У 1938—1941 рр. — доцент кафедри математики Київського державного педагогічного інституту імені О. М. Горького (далі — КДПІ ім. О. М. Горького).
Під час Німецько-радянської війни був призваний до Червоної армії. 1942 року звільнений у запас, працював у с. Райгород Сталінградської області вчителем математики у школі, викладав математику в Горьківському інституті інженерів водного транспорту.
1944 року — повернуся до роботи на кафедрі математики до КДПІ ім. О. М. Горького.
1947 року — захистив дисертацію на ступінь кандидата педагогічних наук.
У 1953—1971 рр. — завідувач кафедрою елементарної математики та методики математики Фізико-математичного факультету КДПІ ім. О. М Горького.
1964 року — присвоєно звання професора
Помер 7 березня 1982 року, похований на Байковому цвинтарі у Києві.

## Наукова діяльність
Наукові інтереси Івана Євгеновича Шиманського були пов'язані з галуззю математичного аналізу, методикою його викладання в педагогічних вишах та методики викладання математики в школі. В методиці викладання математичних дисциплін в педагогічних інститутах розглядав проблему професійної спрямованості викладання математичного аналізу. Наполягав на тому, щоб майбутні вчителі математики та фізики мають оволодіти знаннями і навичками прийомів роботи з диференціального й інтегрального числень, звертаючи особливу увагу на ті, що відносяться до питань елементарної математики середньої школи. Автор понад 40 науково-методичних праць з методики викладання математики в школі, зокрема, питань введення поняття дійсного числа за методом суміжних наближень. Також, його дослідження спрямовані на прищеплення інтересу учнів до математики, підсилення ефективності уроку, розробку методик вивчення окремих розділів шкільної математики.
Крім того, Іван Євгенович активно проводив організаційно-методичну роботу. Працюючи членом науково-методичної ради Міністерстві освіти УРСР очолював математичну підсекцію республіканського товариства з поширення наукових знань, тому при кафедрі елементарної математики та методики математики діяв Республіканський науково-методичний семінар. У 1964 р. організував друк щорічника, республіканського науково-методичного збірника «Методика викладання математики».
Велику увагу І. Є. Шиманський приділяв підготовці наукових кадрів з методики математики в КДПІ імені О. М. Горького. Під його керівництвом 16 осіб захистили кандидатські дисертації з методики викладання математики.

## Вибрані праці
- Теорія границь в курсі елементарної математики. Радянська школа. — 1954. — № 5/6. — С. 83–89.
- Позбутись недоліків у викладанні математики. Радянська освіта. — 1947. — 3Х.
- Методика викладання ірраціональних чисел та теорії границь в середній школі. Наукові записки Київського державного педагогічного інституту ім. О. М. Горького. Т. 10. Педагогічна серія, № 2. 1950. — С. 63–92.
- Математика в початковій школі: методичний збірник / від. ред. І. Є. Шиманський. — Київ: Радянська школа, 1950. — 136 с.
- Математика в школі: методичний збірник / під ред. І. Є. Шиманський. — Київ: Радянська школа, 1951. — Вип. 5. — 131 с.
- Іменовані числа в систематичному курсі арифметики. Нариси з методики викладання систематичного курсу арифметики. — вид. 2-ге. — Київ: Радянська школа, 1953. — С. 51–69.
- Поняття площі многокутника в курсі середньої школи. Викладання геометрії в середній школі. Планіметрія (за матеріалами розширеного пленуму Відділу методики математики, що відбувся у жовтні 1951 р. в м. Вінниці). — Київ: Радянська школа, 1953. — С. 164—174.
- Наближенні обчислення в середній школі. Викладання математики в середній школі при політехнічному навчанні: збірник статей. — Київ: Радянська школа, 1954. — С. 90–123.
- До питання педагогізації викладання математичних дисциплін в педагогічних інститутах. Наукові записки Київського державного педагогічного інституту ім. О. М. Горького. Т. 17. Педагогічна серія, № 1(4). — 1955. — С. 15–24.
- Про викладання теорії дійсних чисел на фізико-математичних факультетах педагогічних інститутів Наукові записки Київського державного педагогічного інституту ім. О. М. Горького. Т. 17. Педагогічна серія, № 1(4). — 1955. — С. 25–29.
- Вимірювання поверхонь многогранників. Методика викладання стереометрії. — вид. 3-тє. — Київ: Радянська школа, 1956. — С. 92–107.
- Критичний розбір підручної літератури з математичного аналізу. Звітно-наукова конференція викладачів фізико-математичних наук педагогічних інститутів УРСР: тези доповідей. — Київ, 1957. — С. 18–19.
- Математичний аналіз: посібник для фізико-математичних факультетів педагогічних інститутів. — Київ: Радянська школа, 1960. — 555 с.
- До викладання деяких теорем геометрії у восьмирічній школі. Викладання математики в школі. — Київ: Радянська школа, 1963. — Вип. 3. — С. 16–23.
- Методика викладання ірраціональних чисел у середній школі. Методика викладання математики. — Київ, 1964. — Вип. 1– С. 4–21.
- Математичний аналіз: посібник для фізико-математичних факультетів педагогічних інститутів. — вид. 2-ге. — Київ: Радянська школа, 1966. — 648 с.
- Функції кількох змінних: методичний посібник з елементами програмного навчання для студентів-заочників факультетів педагогічних інститутів. — Київ: Радянська школа, 1967. — 83 с.
- Шляхи модернізації програми з математики середньої школи. Методика викладання математики. — Київ, 1969. — Вип. 5. — С. 4–10.
- Програми головного педагогічного інституту з математичних дисциплін. Вища і середня педагогічна освіта. — Київ, 1971. — Вип. 5. — С. 115—124.
- Математичний аналіз: посібник для фізико-математичних факультетів педагогічних інститутів. — вид. 3-тє Київ: Радянська школа, 1972. — 631 с.